# Roland Henz

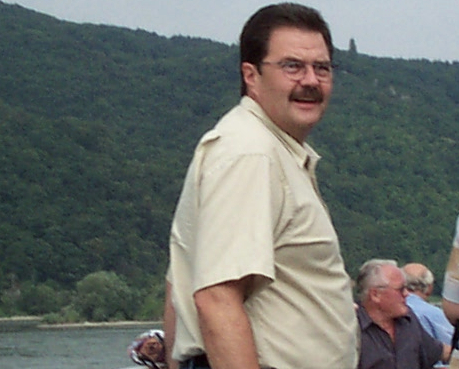
Roland Henz (2001)

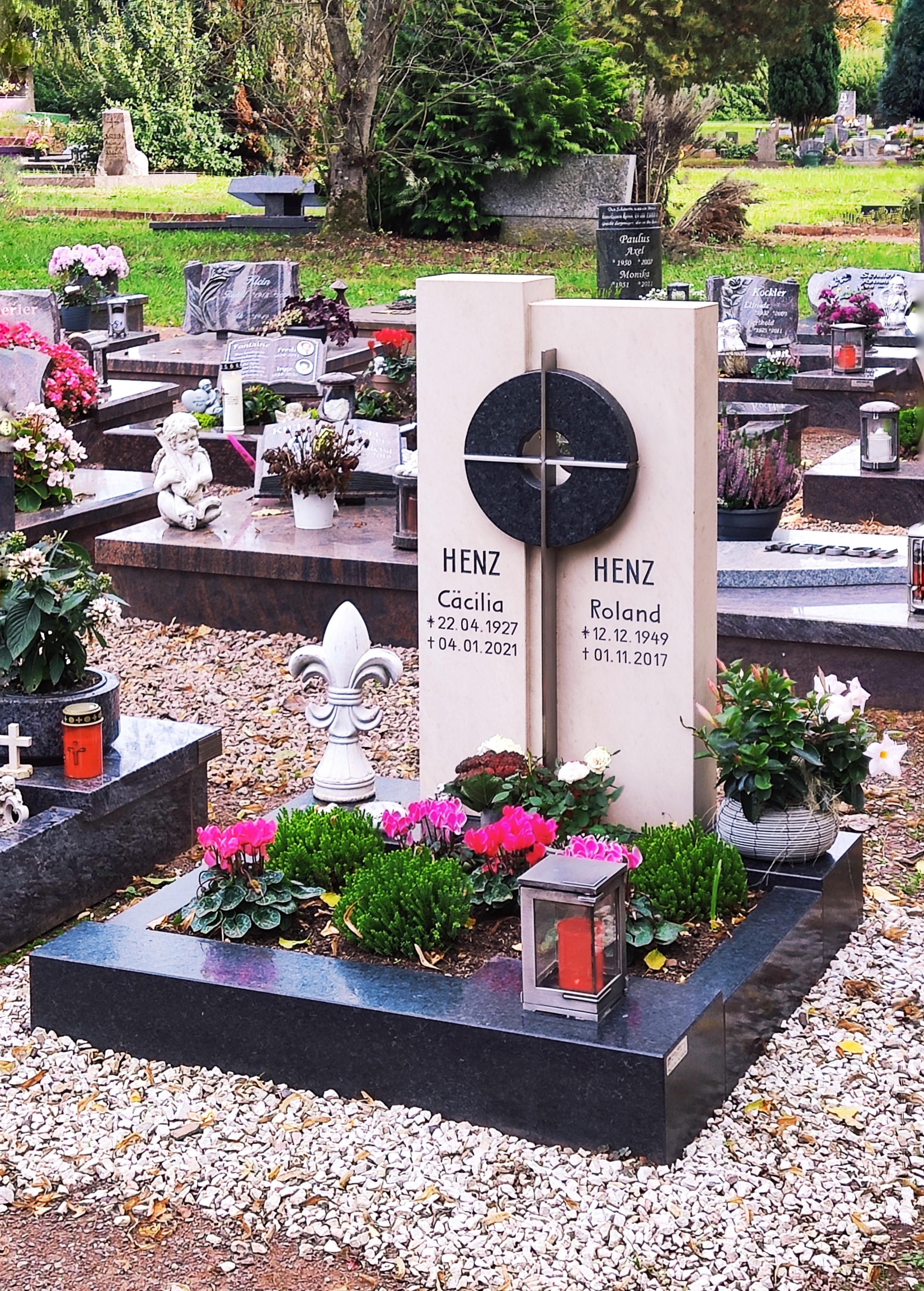
Grab auf dem Friedhof Fraulautern

Roland Henz (* 12. Dezember 1949 in Nalbach; † 1. November 2017) war ein deutscher Politiker (SPD). Er war von 1995 bis 2005 ein Mitglied des Saarländischen Landtages und vom 1. März 2005 bis zu seinem Tod der Oberbürgermeister der Kreisstadt Saarlouis.

## Leben
Roland Henz machte seinen Abschluss an der Hauptschule in Nalbach. Danach besuchte er das Berufsbildungszentrum Mügelsberg in Saarbrücken. Von 1965 bis 1968 machte er eine Ausbildung zum Offsetdrucker bei den Astra-Werken in Saarlouis. Von 1969 bis 1973 war er in der Merziger Druckerei und Verlag GmbH beschäftigt. Im März 1973 ging er zu Saarstahl und arbeitete dort als Offsetdrucker. Ab 1986 war er als Ausbilder in der anerkannten Werkstätte für behinderte Menschen bei Saarstahl tätig. In den Jahren 1987 bis 1998 war Henz Mitglied des Betriebsrates der Saarstahl AG. Von 1985 bis 2002 war er Vorsitzender der IG-Metall-Vertrauensleute. 
Seit 1972 gehörte Roland Henz der SPD an. Zwischen 1987 und 1999 war er Ortsvereinsvorsitzender der SPD im Stadtteil Steinrausch und bis November 2004 Vorsitzender der SPD in Saarlouis. Von 2001 bis 2010 war Henz Kreisvorsitzender der SPD Saarlouis. Außerdem war Henz Mitglied des Stadtrats. Hier war er im Ausschuss für Stadtplanung und Umwelt, im Hauptbau und Finanzausschuss, im Werksausschuss und der Kunstkommission der Stadt Saarlouis tätig. In den Jahren 1995 bis 2005 war Henz außerdem Mitglied des Saarländischen Landtages.
2005 wurde er zum Oberbürgermeister von Saarlouis gewählt und 2012 im Amt bestätigt. Er übernahm die Amtsgeschäfte von Hans-Joachim Fontaine. Roland Henz starb während seiner Amtszeit. Sein Nachfolger in Saarlouis wurde Peter Demmer (SPD).
Henz war verheiratet und hat einen Sohn. Seine Hobbys und Interessen waren Badminton, Tennis und Fußball.
Im Mai 2022 wurde in der Innenstadt von Saarlouis der Roland-Henz-Platz nach ihm benannt.